# Camilla Ferranti
Camilla Vittoria Ferranti (Terni, 2 aprile 1979) è un'attrice italiana.

## Biografia
Laureata nel 2005 in scienze politiche all'Università degli Studi di Roma "La Sapienza", ha svolto inizialmente l'attività di assistente parlamentare. Diplomata in balletto classico, nella stagione 2006-2007 ha partecipato come "tronista" alla trasmissione Uomini e donne; la sua esperienza nello show durò circa 4 mesi e si concluse con un rifiuto da parte del corteggiatore prescelto. Parlando di quel periodo, la Ferranti ha dichiarato di aver incontrato difficoltà nel non venire più etichettata come "tronista" e che se potesse tornare indietro non parteciperebbe più al programma condotto da Maria De Filippi.
Ha iniziato la sua carriera come attrice nel 2007, recitando nella miniserie televisiva Il generale Dalla Chiesa, in onda su Canale 5. Nel 2008 è stata protagonista, insieme ad altre modelle di un calendario del fotografo Bruno Oliviero ed ha interpretato il ruolo dell'infermiera Maya Solari nella soap opera di Rai 1 Incantesimo 10. Nel 2009 ha partecipato al cortometraggio Quando dico no è no, diretto da Christian Marazziti e Massimo Tortorella. Nel 2010 ha partecipato alle riprese di Alice, film scritto e diretto da Oreste Crisostomi in cui è la protagonista; nello stesso anno ha recitato in un episodio di Distretto di Polizia 10. Nel 2011 insieme a Vittoria Belvedere e Martina Stella è co-protagonista della miniserie televisiva di Canale 5 Angeli e diamanti.
Nel 2011 viene scelta per interpretare il ruolo di Alicia Peralta Benavides nell'episodio irlandese di Young Europe, lungometraggio diretto da Matteo Vicino. A gennaio 2012 ha debuttato al Teatro Nuovo Colosseo di Roma recitando nella pièce Adesso Basta, scritta e diretta da Luca Monti. Nel 2013 ha interpretato il ruolo di una delle protagoniste della commedia di Matteo Vicino Outing - Fidanzati per sbaglio ed è apparsa ne I segreti di Borgo Larici e in Don Matteo. Nel 2014 ha recitato nella tredicesima puntata della terza stagione di Che Dio ci aiuti. Nel 2017 è stata poi nel cast delle serie televisive di Canale 5 L'onore e il rispetto - Ultimo capitolo e Amore pensaci tu.

## Controversie
La procura di Napoli, nell'ambito di un'inchiesta che vedeva accusato il dirigente della Rai Agostino Saccà di corruzione, ha presentato documentazione che mostra come Camilla Ferranti sarebbe stata raccomandata da Silvio Berlusconi, all'epoca presidente del Consiglio: senza la raccomandazione del Cavaliere, alla Ferranti sarebbe stata preferita Sara Zanier, giudicata più brava sia dal produttore, sia dallo story editor di Incantesimo, Mirco Da Lio..
Saccà ha pubblicamente ammesso:

## Filmografia
- Vengo a prenderti, regia di Brad Mirman (2005)
- Il generale Dalla Chiesa, regia di Giorgio Capitani – miniserie TV (2007)
- Incantesimo 10 – soap opera (2008)
- Quando dico no è no, regia di Christian Marazziti e Massimo Tortorella – cortometraggio (2009)
- Alice, regia di Oreste Crisostomi (2010)
- Distretto di Polizia – serie TV, episodio 10x20 (2010)
- Angeli e diamanti, regia di Raffaele Mertes – miniserie TV (2011)
- Young Europe, regia di Matteo Vicino (2011)
- Outing - Fidanzati per sbaglio, regia di Matteo Vicino (2012)
- I segreti di Borgo Larici, regia di Alessandro Capone – miniserie TV (2014)
- Don Matteo – serie TV, episodio 9x22 (2014)
- Che Dio ci aiuti 3 – serie TV, episodio 3x13 (2014)
- L'onore e il rispetto - Ultimo capitolo – serie TV (2017)
- Amore pensaci tu – serie TV (2017)
- La dottoressa Giò 3 – serie TV (2019)
- Oltre la soglia, regia di Monica Vullo e Riccardo Mosca – miniserie TV (2019)

## Teatro
- Adesso Basta, regia di Luca Monti (2012)

## Partecipazioni a video musicali
- L'amore originale, Matteo Sperandio e Q-Artet (2011)